# Френк Єллоп
Френк Волтер Єллоп (англ. Frank Yallop; нар. 4 квітня 1964, Вотфорд, Англія) — англо-канадський футболіст і тренер англійського походження.
Єллоп народився у Вотфорді і провів більшу частину своєї клубної кар'єри в Англії, присвятивши 13 років і зігравши більше 300 матчів за «Іпсвіч Таун», в тому числі він грав у перших трьох сезонах Прем'єр-ліги. Виступав в MLS за «Тампа-Бей М'ютені». Представляв Канаду на міжнародному рівні, провів 52 матчі за збірну Канади.

## Кар'єра гравця

### Клубна кар'єра
Хоча Єллоп виріс у Ванкувері, він професійно грав у футбол протягом майже 20 років в Англії і США. У 1983 році у віці 19 років Єллоп підписав професійний контракт з «Іпсвіч Таун», де зіграв 385 матчів і забив 8 голів (у всіх змаганнях). Він разом з клубом вилетів з першого дивізіону в 1986 році, але залишився вірним команді і допоміг їй підвищитися в класі через шість років у новоствореній Прем'єр-лізі, де клуб залишався протягом трьох років до повторного пониження. Єллоп залишився в клубі ще на один сезон після цього.
В більш пізні роки своєї кар'єри в «Іпсвічі» Єллоп грав разом з іншим канадцем, голкіпером Крейгом Форрестом.
Один з його восьми голів за клуб був забитий у лютому 1993 року, «Іпсвіч» обіграв переможця Прем'єр-ліги «Манчестер Юнайтед» з рахунком 2:1 на «Портмен Роуд», в результаті цього «Іпсвіч» посів четверте місце в лізі і були надії завоювати трофей, але замість цього пішов спад у формі, і «Іпсвіч» фінішував 16-м
Після тривалої кар'єри в Англії Єллоп повернувся в Північну Америку в 1996 році, коли підписав контракт з «Тампа-Бей М'ютені» в рамках першого драфту MLS. Після трьох сезонів з «тампою», в яких Єллоп був у стартовому складі практично в кожній грі, він пішов з професійного футболу в кінці сезону 1998 року.

### Кар'єра в збірній
Пропустивши єдиний чемпіонат світу з участю Канади в 1986 році, Єллоп дебютував у збірній лише у віці 26 років у травні 1990 року в матчі північноамериканського чемпіонату проти Сполучених Штатів. Оскільки ця гра не була визнана офіційною, формально його дебют відбувся через кілька днів на тому ж турнірі проти Мексики.
Він зіграв 52 матчі, не забивши жодного голу. Він представляв Канаду в 27 матчах кваліфікації до чемпіонату світу. Його останній міжнародний матч відбувся в листопаді 1997 року в рамках відбору до чемпіонату світу, суперником була Коста-Рика.

## Тренерська кар'єра
Єллоп почав свою тренерську кар'єру в 1998 році з виставковою молодіжною командою Проект-40, з них команда зіграла 5 матчів в рамках туру по Англії. Після туру він став помічником головного тренера «Тампа-Бей М'ютені». У 2000 році він став помічником головного тренера «Ді Сі Юнайтед», Томаса Ронгена.
У 2001 році Єллоп був призначений головним тренером «Сан-Хосе Ерсквейкс», за два дні до супердрафту MLS. Під час міжсезоння Єллоп придбав Джеффа Ейгуса, Лендона Донована, Двейна Де Розаріо, Менні Лагоса, Раміро Корралеса і Ронні Еклунда, а також призначив у ролі помічника Домініка Кінніра. У свій перший рік в Сан-Хосе Єллоп виграв свій перший чемпіонат MLS.
У 2003 році «Ерсквейкс» під керівництвом Єллопа зміг виграти свій другий титул чемпіона MLS.
Єллоп був визнаний тренером 2001 року MLS.
У 2004 році Єллоп став головним тренером канадської збірної. У 2005 році на Золотому кубку КОНКАКАФ Канада не зуміла вийти в плей-оф, ставши третьою в групі і поступившись за різницею м'ячів третій команді з іншої групи, Колумбії, яка виступала на турнірі за запрошенням. У тому ж році Єллоп був введений в канадську футбольну Залу слави.

7 червня 2006 року Єллоп пішов у відставку з поста тренера національної збірної, оскільки він був призначений новим головним тренером «Лос-Анджелес Гелексі». «Гелексі» не зміг кваліфікуватися до плей-оф у 2007 році, хоча Єллопа захищав нападник команди, Алан Гордон, він заявив: 
| Ліві лапки | У цьому немає провини Френка. У нас було 11 хлопців, які прийшли і пішли через пару місяців. У нас не було зіграності. У нас була група людей, яка намагалася триматися і не сумувати в біді. | Праві лапки |

 Єллоп пішов у відставку в листопаді 2007 року.
4 листопада 2007 року стало відомо, що Єллоп викупив свій контракт з «Гелаксі», щоб знову стати головним тренером «Сан-Хосе Ерсквейкс» в сезоні 2008 року, його місце зайняв голландець Руд Гулліт. Під керівництвом Єллопа команда закінчила регулярний сезон 2012 року на першому місці в лізі, заробивши трофей MLS Supporters' Shield. Єллопа було вдруге визнано найкращим тренером року ліги. Після поганих показників команди на початку сезону 2013 Єллоп покинув «Ерсквейкс» 7 червня 2013 року за згодою сторін.
31 жовтня 2013 року Єллоп був призначений головним тренером і спортивним директором «Чикаго Файр». Після того, як майже два сезони команда трималася в нижній частині турнірної таблиці, 20 вересня 2015 року керівництво вирішило звільнити Єллопа. З 63 матчів його команда виграла лише 13.
23 грудня 2015 року Єллоп підписав трирічний контракт з клубом United Soccer League «Аризона Юнайтед», який наприкінці 2016 року був перейменований в «Фінікс Райзінг». У 2017 році Френк покинув клуб.

## Досягнення

### Гравець
Канада
- Переможець Кубка націй Північної Америки: 1990

 «Іпсвіч Таун»
- Чемпіон Другого дивізіону Футбольної ліги: 1992

 «Тампа-Бей М'ютені»
- MLS Supporters' Shield: 1996

### Тренер
«Сан-Хосе Ерсквейкс»
- Володар Кубка MLS (2): 2001, 2003
- MLS Supporters' Shield: 2012
- Тренер року MLS (2): 2001, 2012